# Festival de la Canción de Eurovisión 1964
El IX Festival de la Canción de Eurovisión tuvo lugar el 21 de marzo de 1964 en Copenhague. Con Lotte Wæver como presentadora, el festival lo ganó la cantante Gigliola Cinquetti, representando a Italia con el tema "Non ho l'età".

## Organización

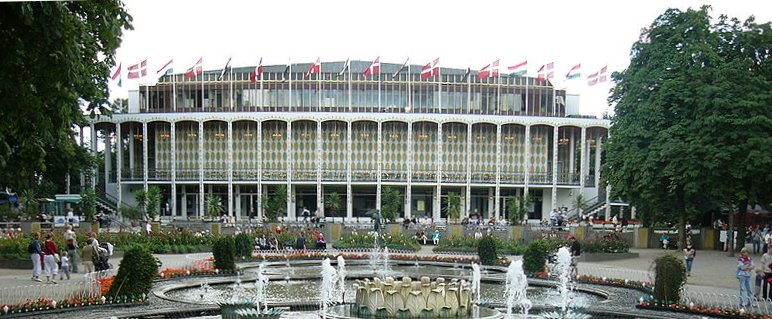
Tivolis Koncertsal, sede del Festival de la Canción de Eurovisión 1964.

La presentadora de esta edición fue Lotte Wæver. Dio la bienvenida al festival en inglés y francés y presentó el resto festival en danés. Antes de cada actuación, introducía al director de orquesta y al intérprete de la canción y explicaba brevemente el tema que iban a interpretar.
La orquesta elegida para la ocasión fue la Grand Prix Orchestra, de 42 miembros. El director de orquesta del país anfitrión fue Kai Mortensen, que también condujo la canción portuguesa.
Por primera vez en la historia del festival, se le permitió a un intérprete volver al escenario después de su actuación: tras la interpretación de Gigliola Cinquetti, el público respondió con unos aplausos prolongados y entusiásticos y Cinquetti pudo volvió para saludar de nuevo a los espectadores.

### Sede del festival
El festival tuvo lugar en el Tivolis Koncertsal de los Jardines de Tívoli, el segundo parque de atracciones más antiguo del mundo, situado en Copenhague, Dinamarca. Los ensayos comenzaron el 18 de marzo.
El complejo se usaba principalmente para organizar conciertos de pop y rock. Fue construido entre 1954 y 1956 y, en el momento de su inauguración, tenía una capacidad de 2000 espectadores. La sala de conciertos también alojó el Dansk Melodi Grand Prix 1964, la final nacional danesa por la cual se eligió al representante danés del festival.
El escenario fue decorado sencillamente con tres conjuntos de paneles con medallones que mostraban vistas típicas de Dinamarca. En la parte izquierda se situaban el podio y la tabla de votación. Los intérpretes de las canciones accedían al escenario por unas escaleras de caracol situadas en la parte trasera de este, y la orquesta se colocó delante de la parte derecha del escenario.
Tan solo se conservan algunas fotografías del escenario así como algún fragmento en vídeo del inicio de la gala y de la actuación ganadora, ya que durante mucho tiempo se dijo que la única cinta grabada del certamen fue quemada en un incendio de los estudios de la DR. Sin embargo, las últimas investigaciones apuntan a que este festival nunca llegaría a ser filmado completamente en vídeo. En 2021 salió a la luz una nueva grabación de casi tres minutos conservada en la televisión finesa.

### Actos artísticos
El festival fue abierto con una actuación de la Guardia Real Danesa, seguida por la presentación de Lotte Wæver.
El espectáculo del intermedio fue un ballet titulado «Harlequinade», en el que se ponían en escena los amores de Arlequín y Colombina. La coreografía fue creada por Niels Bjørn Larsen, entonces director del Ballet Real Danés. Los papeles principales fueron interpretados por Solveig Ostergaard y Niels Kehlet, que fueron acompañados por los bailarines del Ballet Real.

## Países participantes
Dieciséis países participaron en el festival este año. Suecia tuvo que abstenerse a participar; una huelga de artistas que tuvo lugar en 1964 impidió la organización del Melodifestivalen, la final nacional por la que el país elige su representante. Aun así, retransmitió el concurso. Por otro lado, Portugal hizo su debut en el festival.
Países Bajos se convirtió en el primer país en enviar a un representante con ascendencia no europea, ya que Anneke Grönloh era de ascendencia indonesia. España también fue representada por un grupo no europeo, Los TNT, que a su vez se convirtieron en el primer grupo de tres o más miembros en participar en el festival, aunque tuvieron que presentarse oficialmente como «la solista Nelly junto a sus hermanos Tim y Tony». Nelly fue también la única artista en recurrir a un accesorio durante su interpretación, una caracola, que ilustraba el tema de su canción, «Caracola». El participante austríaco Udo Jürgens fue el primer intérprete del festival que se acompañó de un piano durante su actuación.

### Canciones y selección
| País y TV               | Título original de la canción               | Artista(s)         | Proceso y fecha de selección                              |
| País y TV               | Traducción al español                       | Idioma(s)          | Proceso y fecha de selección                              |
| ----------------------- | ------------------------------------------- | ------------------ | --------------------------------------------------------- |
| Alemania Occidental ARD | «Man gewöhnt sich so schnell an das Schöne» | Nora Nova          | Ein Lied für Kopenhagen, 11-01-1964                       |
| Alemania Occidental ARD | ¡Qué rápido nos acostumbramos a lo bueno!   | Alemán             | Ein Lied für Kopenhagen, 11-01-1964                       |
| Austria ORF             | «Warum nur, warum?»                         | Udo Jürgens        | -                                                         |
| Austria ORF             | ¿Por qué, solo por qué?                     | Alemán             | -                                                         |
| Bélgica RTB             | «Près de ma rivière»                        | Robert Cogoi       | Elección interna                                          |
| Bélgica RTB             | Cerca de mi río                             | Francés            | Elección interna                                          |
| Dinamarca DR            | «Sangen om dig»                             | Bjørn Tidmand      | Dansk Melodi Grand Prix 1964, 15-02-1964                  |
| Dinamarca DR            | La canción sobre ti                         | Danés              | Dansk Melodi Grand Prix 1964, 15-02-1964                  |
| España TVE              | «Caracola»                                  | Los TNT            | Gran parada, 18-02-1964 (cantantes elegidos internamente) |
| España TVE              | -                                           | Español            | Gran parada, 18-02-1964 (cantantes elegidos internamente) |
| Finlandia YLE           | «Laiskotellen»                              | Lasse Mårtenson    | Final nacional, 15-02-1964                                |
| Finlandia YLE           | Holgazaneando                               | Finés              | Final nacional, 15-02-1964                                |
| Francia RTF             | «Le chant de Mallory»                       | Rachel             | Elección interna                                          |
| Francia RTF             | La canción de Mallory                       | Francés            | Elección interna                                          |
| Italia RAI              | «Non ho l'età»                              | Gigliola Cinquetti | Festival de la Canción de San Remo 1964                   |
| Italia RAI              | No tengo edad                               | Italiano           | Festival de la Canción de San Remo 1964                   |
| Luxemburgo CLT          | «Dès que le printemps revient»              | Hugues Aufray      | Elección interna                                          |
| Luxemburgo CLT          | Cuando la primavera vuelva                  | Francés            | Elección interna                                          |
| Mónaco TMC              | «Où sont-elles passées?»                    | Romuald            | -                                                         |
| Mónaco TMC              | ¿Dónde se han ido?                          | Francés            | -                                                         |
| Noruega NRK             | «Spiral»                                    | Arne Bendiksen     | Melodi Grand Prix 1964, 15-02-1964                        |
| Noruega NRK             | Espiral                                     | Noruego            | Melodi Grand Prix 1964, 15-02-1964                        |
| Países Bajos NTS        | «Jij bent mijn leven»                       | Anneke Grönloh     | Nationaal Songfestival, 24-02-1964                        |
| Países Bajos NTS        | Eres mi vida                                | Neerlandés         | Nationaal Songfestival, 24-02-1964                        |
| Reino Unido BBC         | «I Love the Little Things»                  | Matt Monro         | A Song For Europe, 7-02-1964                              |
| Reino Unido BBC         | Me encantan los pequeños detalles           | Inglés             | A Song For Europe, 7-02-1964                              |
| Portugal NTS            | «Oração»                                    | António Calvário   | Grande Prémio TV da Canção Portuguesa 1964, 02-02-1964    |
| Portugal NTS            | Oración                                     | Portugués          | Grande Prémio TV da Canção Portuguesa 1964, 02-02-1964    |
| Suiza SRG SSR           | «I miei pensieri»                           | Anita Traversi     | Final nacional                                            |
| Suiza SRG SSR           | Mis pensamientos                            | Italiano           | Final nacional                                            |
| Yugoslavia JRT          | «Život je sklopio krug»                     | Sabahudin Kurt     | Eurovizija 1964, 5-02-1964                                |
| Yugoslavia JRT          | La vida ha cerrado el círculo               | Bosnio             | Eurovizija 1964, 5-02-1964                                |

1. ↑  Alemania Occidental: Esta canción, con 34 letras, por 60 años fue la canción con el título más largo en la historia del festival, recién superada por «(nendest) narkootikumidest ei tea me (küll) midagi» en 2024.[15]

#### Artistas que regresan
- Anita Traversi: Representó a Suiza en el Festival de la Canción de Eurovisión 1960 con la canción «Celo e Terra»; quedó en 8.ª posición con 5 puntos.[26]

### Directores de orquesta
Los países podían presentar su propio director de orquesta o el del país anfitrión, Kai Mortensen.
- - Jacques Denjean
- - Dolf van der Linden
- - Karsten Andersen
- - Kai Mortensen
- - George de Godzinsky
- - Johannes Fehring
- - Franck Pourcel
- - Harry Rabinowitz
- - Willy Berking
- - Michel Colombier
- - Kai Mortensen
- - Gianfranco Monaldi
- - Radivoje Spasić
- - Fernando Paggi
- - Henri Segers
- - Rafael Ibarbia

## Resultados
Desde el principio de la votación Italia tuvo una gran ventaja sobre el resto; obtuvo las máximas puntuaciones de la mitad de los países participantes y ganó casi con el triple de puntos que Reino Unido, que acabó segundo. Solo cuatro países no le dieron ningún punto. Por tercer año consecutivo, cuatro países no recibieron ningún punto, entre ellos Portugal, que debutaba en el festival y se convirtió en el primer país en no recibir ningún punto en su primer año.
La canción ganadora fue un gran éxito en Europa: estuvo en los tops 20 de ventas de Alemania Occidental, Bélgica, Francia, Italia, Noruega, Países Bajos y Reino Unido y fue grabada en alemán, español, francés, inglés y japonés por Gigliola Cinquetti.
| N.º | País                | Intérprete(s)      | Canción                                     | Lugar | Pts. |
| --- | ------------------- | ------------------ | ------------------------------------------- | ----- | ---- |
| 01  | Luxemburgo          | Hugues Aufray      | «Dès que le printemps revient»              | 4     | 14   |
| 02  | Países Bajos        | Anneke Grönloh     | «Jij bent mijn leven»                       | 10    | 2    |
| 03  | Noruega             | Arne Bendiksen     | «Spiral»                                    | 8     | 6    |
| 04  | Dinamarca           | Bjørn Tidmand      | «Sangen om dig»                             | 9     | 4    |
| 05  | Finlandia           | Lasse Mårtenson    | «Laiskotellen»                              | 7     | 9    |
| 06  | Austria             | Udo Jürgens        | «Warum nur, warum?»                         | 6     | 11   |
| 07  | Francia             | Rachel             | «Le chant de Mallory»                       | 4     | 14   |
| 08  | Reino Unido         | Matt Monro         | «I Love the Little Things»                  | 2     | 17   |
| 09  | Alemania Occidental | Nora Nova          | «Man gewöhnt sich so schnell an das Schöne» | 13    | 0    |
| 10  | Mónaco              | Romuald            | «Où sont-elles passées?»                    | 3     | 15   |
| 11  | Portugal            | António Calvário   | «Oração»                                    | 13    | 0    |
| 12  | Italia              | Gigliola Cinquetti | «Non ho l'età»                              | 1     | 49   |
| 13  | Yugoslavia          | Sabahudin Kurt     | «Život je sklopio krug»                     | 13    | 0    |
| 14  | Suiza               | Anita Traversi     | «I miei pensieri»                           | 13    | 0    |
| 15  | Bélgica             | Robert Cogoi       | «Près de ma rivière»                        | 10    | 2    |
| 16  | España              | Nelly, Tim & Tony  | «Caracola»                                  | 12    | 1    |

### Votación
| Bandera de Luxemburgo | Bandera de los Países Bajos          | Bandera de Noruega | Bandera de Dinamarca | Bandera de Finlandia | Bandera de Austria | Bandera de Francia | Bandera del Reino Unido | Bandera de Alemania Occidental | Bandera de Mónaco | Bandera de Portugal | Bandera de Italia | Bandera de Yugoslavia | Bandera de Suiza | Bandera de Bélgica | Bandera de España | Total |   |    |
| Participantes         | Luxemburgo                           |                    | 3                    | 0                    | 0                  | 0                  | 0                       | 3                              | 0                 | 5                   | 0                 | 0                     | 3                | 0                  | 0                 | 0     | 0 | 14 |
| Participantes         | Países Bajos                         | 0                  |                      | 0                    | 1                  | 0                  | 0                       | 0                              | 1                 | 0                   | 0                 | 0                     | 0                | 0                  | 0                 | 0     | 0 | 2  |
| Participantes         | Noruega                              | 0                  | 0                    |                      | 5                  | 1                  | 0                       | 0                              | 0                 | 0                   | 0                 | 0                     | 0                | 0                  | 0                 | 0     | 0 | 6  |
| Participantes         | Dinamarca                            | 0                  | 0                    | 1                    |                    | 0                  | 0                       | 0                              | 0                 | 0                   | 0                 | 0                     | 0                | 0                  | 0                 | 0     | 3 | 4  |
| Participantes         | Finlandia                            | 0                  | 0                    | 3                    | 3                  |                    | 0                       | 0                              | 3                 | 0                   | 0                 | 0                     | 0                | 0                  | 0                 | 0     | 0 | 9  |
| Participantes         | Austria                              | 0                  | 0                    | 0                    | 0                  | 0                  |                         | 0                              | 0                 | 0                   | 0                 | 0                     | 5                | 0                  | 0                 | 1     | 5 | 11 |
| Participantes         | Francia                              | 1                  | 0                    | 0                    | 0                  | 0                  | 3                       |                                | 0                 | 0                   | 5                 | 3                     | 0                | 1                  | 0                 | 0     | 1 | 14 |
| Participantes         | Reino Unido                          | 0                  | 1                    | 5                    | 0                  | 3                  | 1                       | 1                              |                   | 1                   | 0                 | 0                     | 0                | 0                  | 5                 | 0     | 0 | 17 |
| Participantes         | Alemania occidental                  | 0                  | 0                    | 0                    | 0                  | 0                  | 0                       | 0                              | 0                 |                     | 0                 | 0                     | 0                | 0                  | 0                 | 0     | 0 | 0  |
| Participantes         | Mónaco                               | 3                  | 0                    | 0                    | 0                  | 0                  | 0                       | 5                              | 0                 | 0                   |                   | 0                     | 0                | 3                  | 1                 | 3     | 0 | 15 |
| Participantes         | Portugal                             | 0                  | 0                    | 0                    | 0                  | 0                  | 0                       | 0                              | 0                 | 0                   | 0                 |                       | 0                | 0                  | 0                 | 0     | 0 | 0  |
| Participantes         | Italia                               | 5                  | 5                    | 0                    | 0                  | 5                  | 5                       | 0                              | 5                 | 3                   | 3                 | 5                     |                  | 5                  | 3                 | 5     | 0 | 49 |
| Participantes         | Yugoslavia                           | 0                  | 0                    | 0                    | 0                  | 0                  | 0                       | 0                              | 0                 | 0                   | 0                 | 0                     | 0                |                    | 0                 | 0     | 0 | 0  |
| Participantes         | Suiza                                | 0                  | 0                    | 0                    | 0                  | 0                  | 0                       | 0                              | 0                 | 0                   | 0                 | 0                     | 0                | 0                  |                   | 0     | 0 | 0  |
| Participantes         | Bélgica                              | 0                  | 0                    | 0                    | 0                  | 0                  | 0                       | 0                              | 0                 | 0                   | 1                 | 1                     | 0                | 0                  | 0                 |       | 0 | 2  |
| Participantes         | España                               | 0                  | 0                    | 0                    | 0                  | 0                  | 0                       | 0                              | 0                 | 0                   | 0                 | 0                     | 1                | 0                  | 0                 | 0     |   | 1  |
| Participantes         | LA TABLA ESTÁ ORDENADA POR APARICIÓN |                    |                      |                      |                    |                    |                         |                                |                   |                     |                   |                       |                  |                    |                   |       |   |    |

#### Máximas puntuaciones
| N. | A           | De                                                                                       |
| -- | ----------- | ---------------------------------------------------------------------------------------- |
| 8  | Italia      | Austria, Bélgica, Finlandia, Luxemburgo, Países Bajos, Portugal, Reino Unido, Yugoslavia |
| 2  | Austria     | Italia, España                                                                           |
| 2  | Reino Unido | Noruega, Suiza                                                                           |
| 1  | Francia     | Mónaco                                                                                   |
| 1  | Luxemburgo  | Alemania Occidental                                                                      |
| 1  | Mónaco      | Francia                                                                                  |
| 1  | Noruega     | Dinamarca                                                                                |

### Portavoces
- Países Bajos - Pim Jacobs (Pianista y presentador de TV)
- Noruega - Sverre Christophersen[29]
- Dinamarca - Pedro Biker
- Finlandia - Poppe Berg[30]
- Austria - Ernst Grissemann
- Francia - Claude Darget
- Reino Unido - Desmond Carrington (Actor y locutor)
- Alemania Occidental - Lia Wöhr
- Portugal - Maria Manuela Furtado
- Italia - Rosanna Vaudetti (Presentadora de TV y locutora)
- Suiza - Alexandre Burger
- Bélgica - André Hagon
- España - Julio Rico (Periodista y locutor de RNE)

## Retransmisión y comentaristas

### Países participantes
- Luxemburgo (Télé-Luxembourg): Jacques Navadic
- Países Bajos (NTS): Ageeth Scherphuis[31]
- Noruega (NRK): Odd Grythe[29]
- Dinamarca (DR TV)
- Finlandia (Suomen Televisio): Aarno Walli[30]
- Austria (ORF): Emil Kollpacher
- Francia (Première Chaîne RTF): Robert Beauvais[32]
- Reino Unido (BBC TV): David Jacobs

(BBC Light Programme): Tom Sloan
- Alemania Occidental (ARD Deutsches Fernsehen): Hermann Rockmann
- Mónaco (Télé Monte Carlo): Robert Beauvais
- Portugal (RTP): Gomes Ferreira[33]
- Italia (Programma Nazionale): Renato Tagliani
- Yugoslavia (Televizija Beograd): Miloje Orlović

(Televizija Zagreb): ordana Bonetti
(Televizija Ljubljana): Gordana Bonetti
- Suiza (TV DRS): Theodor Haller

(TSR): Georges Hardy
(TSI): Renato Tagliani
- Bélgica (RTB): Paule Herreman[32]

(BRT): Herman Verelst
- España (TVE): Federico Gallo

### Países no participantes
- Suecia (Sveriges Radio-TV): Sven Lindahl[13]